# Rogério Cabral
Pedro Rogério Vieira Cabral (Nova Friburgo, 29 de junho de 1962) é um produtor rural e político brasileiro. Foi vereador na cidade Nova Friburgo, secretário municipal de Agricultura e deputado na Assembleia Legislativa do estado do Rio de Janeiro pelo PSB. Em janeiro de 2013, assumiu como prefeito de Nova Friburgo.

## Biografia e carreira política
Quando ainda era um menino, Rogério Cabral perdeu seu pai e foi colocado à frente do pequeno negócio de sua família, na localidade de São Lourenço, no 3.º distrito de Nova Friburgo. 
Em 1991, após questionar junto a um funcionário do IBGE de nome Batista, por que a estrada de São Lourenço não constava nos mapas, o funcionário informou a Rogério que a partir daquele momento isso seria corrigido e que o mesmo deveria representar aquele povo, pois era um dos unicos capazes de modificar a estrutura local, e que poderia contar com o IBGE para melhorar as condições do lugarejo. Com 28 anos, em 1992, Rogério então candidatou-se ao cargo de vereador e foi eleito, reelegendo-se em 1996 com quase o dobro dos votos da primeira eleição.
Rogério Cabral logo passou para a oposição ao então prefeito Paulo Azevedo, defendendo causas polêmicas, como a luta contra a privatização do serviço de água e esgoto de Nova Friburgo.
Em 2000, Rogério Cabral foi o vereador mais votado da coligação que elegeu Saudade Braga prefeita de Nova Friburgo, assumindo a Secretaria de Agricultura de março de 2001 a abril de 2002, quando retornou à Câmara. 

### Presidência da Câmara Municipal de Nova Friburgo
Novamente reeleito, agora como vereador mais votado de todo o município, Rogério Cabral tomou posse em janeiro de 2005, assumindo a Presidência da Câmara Municipal de Nova Friburgo.

### Deputado estadual
Nas eleições de 2006, foi eleito deputado estadual do Rio de Janeiro com 33 513 votos, pelo PSB.
Em 2007, por aclamação do Plenário, conduzido ao cargo de Presidente da Comissão de Agricultura, Pecuária e Políticas Rural, Agrária e Pesqueira da Alerj. Em 2010 foi reeleito deputado, pelo PSB com 43 125 votos.

O Deputado Rogério Cabral dinamizou os trabalhos da Comissão, realizando uma série de Audiências Públicas sobre temas de interesse do meio urbano e rural fluminenses.
Dentre elas, destacam-se:
- Audiência Pública - Reestruturação da EMATER-RIO
- Audiência Pública - Crédito Agrícola
- Audiência Pública - APA de Macaé de Cima
- Audiência Pública - Setor Pesqueiro
- Audiência Pública - Embalagens hortifrutigranjeiros - CEASA
- Audiência Pública - Telefonia Rural

Outro evento organizado pelo Deputado Rogério Cabral e demais membros da Comissão de Agricultura, foi o Iº Congresso Rio Eco Rural, antecedido por diversos fóruns regionais, que elencaram os principais problemas enfrentados pelos setores agropecuários do estado.
O Congresso Rio Eco Rural reuniu em Nova Friburgo a representação de diversos municípios fluminenses, entidades associativas de produtores rurais, empresas agropecuárias e autoridades ligadas ao meio rural, sintetizando o levantamento efetuado pelos fóruns regionais e apontando caminhos para a solução dos problemas encontrados.
Dentre os principais projetos apresentados pelo Deputado Rogério Cabral, no exercíco de seu mandato, destacam-se:
PROJETOS DE LEI:
PL nº 1438/08 - Concede incentivos fiscais para instalação de frigoríficos nas regiões norte e baixada litorânea do estado.
PL nº 1542/08 - Cria o Selo de Qualidade para os produtos da Agroindústria Fluminense.
PL nº 1563/08 - Autoriza o Poder Executivo a ampliar os prazos para o parcelamento de dívidas do IPVA.
PL nº 1698/08 - Cria o Programa Estadual de Aquisição de Alimentos.
PL nº 1942/08 - Dispõe sobre a instalação de Antenas de Telefonia Celular de Interesse Social.
PL nº 2179/09 - Denomina o Município de Nova Friburgo "Capital da Moda Íntima".
PL nº 2310/09 - Cria o Programa Estadual de Recuperação da Economia do Meio Rural Fluminense.
PL nº 2417/09 - Dispõe sobre a instalação de sanitários nos postos de pedágio das rodovias.
PL nº 2926/10 - Denomina "Rodovia Comendador Francisco Faria" a RJ 116, que liga Itaboraí a Itaperuna.
PL nº 2953/10 - Institui o dia 24 de junho do Dia da Agricultura Familiar.